# Sitani, Bihor
Sitani este un sat în comuna Pomezeu din județul Bihor, Crișana, România.
Satul are biserică de lemn cu hramul ,, Biserica Sf Gheorghe " în localitatea Sitani - Brătești.
 Acest articol despre o localitate din județul Bihor este deocamdată un ciot. Puteți ajuta Wikipedia prin completarea lui.

1. ↑  Godea, Ioan (1978). Monumente istorice bisericești din eparhia Oradiei: Bisericile de lemn: Județele Bihor, Sălaj, Satu -Mare. Biserica Sf Gheorghe din Sitani Brătești. Oradea. p. 173 - 174.